# Iranisch-osttimoresische Beziehungen
Die iranisch-osttimoresischen Beziehungen beschreiben das zwischenstaatliche Verhältnis von Iran und Osttimor.

## Diplomatie

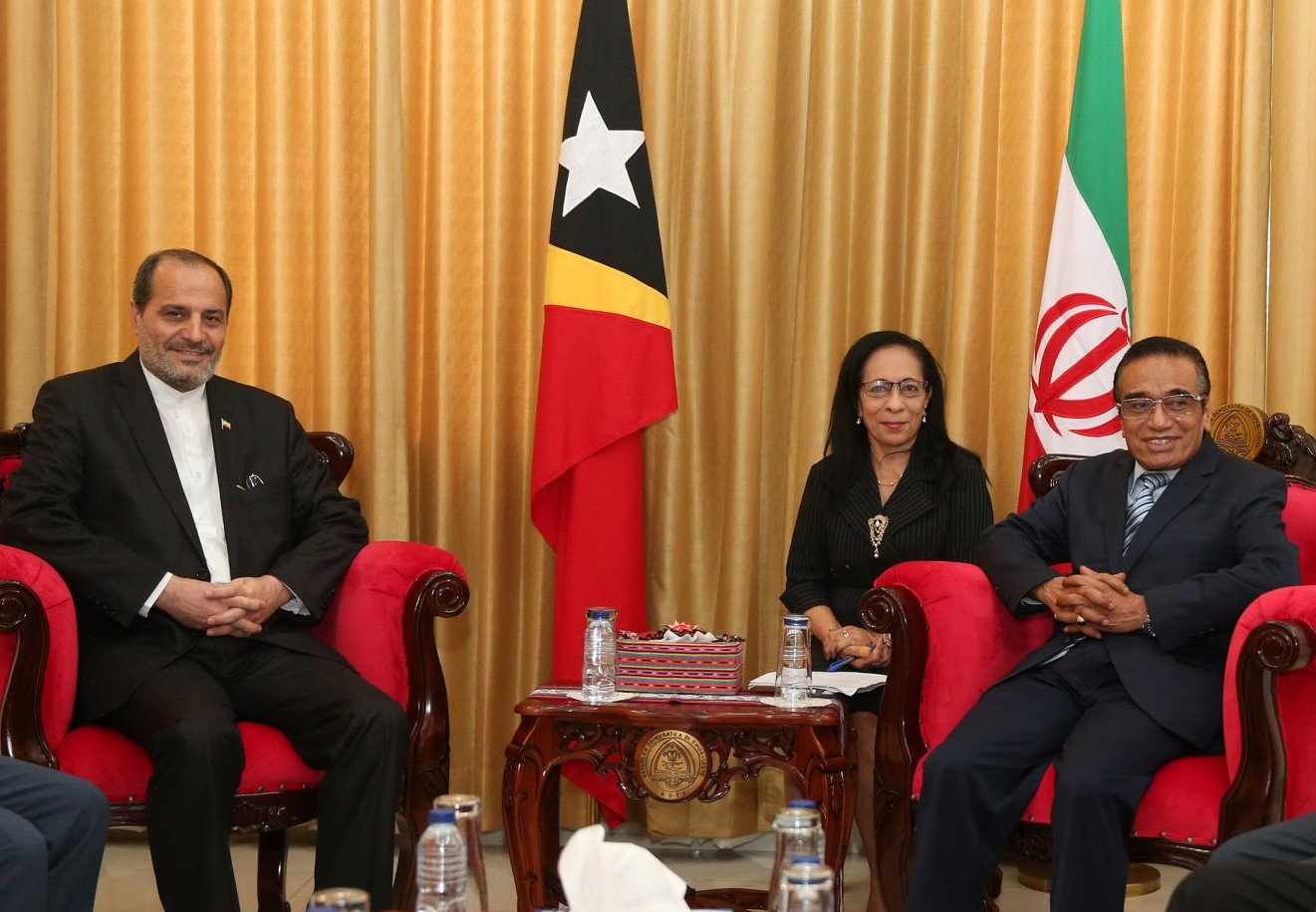
Irans Botschafter Mohammad Khosh Heikal Azad und Osttimors Präsident Francisco Guterres

Weder hat die Islamische Republik Iran eine Botschaft in Osttimor, noch Osttimor eine diplomatische Vertretung in Iran. Die iranische Botschaft im indonesischen Jakarta ist ebenfalls für Osttimor zuständig.
Beide Länder sind Mitglied der Bewegung der Blockfreien Staaten.

## Wirtschaft
Beide Staaten erwirtschaften große Teile ihrer Einnahmen aus ihren Erdölvorkommen. Für 2018 gibt das Statistische Amt Osttimors Importe aus Iran im Wert von 319.000 US-Dollar an, womit die Islamische Republik auf Platz 34 der Importeure in Osttimor steht. Exporte wurden nicht registriert.

## Sport
Der in Brasilien geborene osttimoresische Fußballer Pedro Henrique Oliveira spielte von 2016 bis 2017 für den iranischen Sepahan FC.